# جريفيس فاسكيز
جريفيس فاسكيز (بالإسبانية: Greivis Vásquez) مواليد 16 يناير 1987 في كاراكاس، هو لاعب كرة سلة فنزويلي بدأ مسيرته الاحترافية في سنة 2010 حيث تم اختياره من قبل فريق ميمفيس غريزليس خلال الدرافت، يلعب مع فريق ميلووكي باكز في الرابطة الوطنية لكرة السلة كلاعب هجوم خلفي ويحمل الرقم 21. يبلغ طوله 6 قدم 6 بوصة (2.0 م).

## فرق لعب لها
- ميمفيس غريزليس
- نيو أورلينز بيليكانز
- سكرامنتو كينغز
- تورونتو رابتورز
- ميلووكي باكز

## إحصائيات المسيرة

### الموسم الاعتيادي
| السنة   | الفريق               | لعب | بدأ | دقيقة | ميداني% | ثلاثية | حرة  | ارتداد | صنع | استلاب | تصدي | نقطة |
| ------- | -------------------- | --- | --- | ----- | ------- | ------ | ---- | ------ | --- | ------ | ---- | ---- |
| 2010–11 | ميمفيس غريزليس       | 70  | 1   | 12.3  | .408    | .291   | .733 | 1.0    | 2.2 | 0.3    | 0.1  | 3.6  |
| 2011–12 | نيو أورلينز بيليكانز | 66  | 26  | 25.8  | .430    | .319   | .821 | 2.6    | 5.4 | 0.9    | 0.1  | 8.9  |
| 2012–13 | نيو أورلينز بيليكانز | 78  | 78  | 34.4  | .433    | .342   | .805 | 4.3    | 9.0 | 0.8    | 0.1  | 13.9 |
| 2013–14 | سكرامنتو كينغز       | 18  | 18  | 25.8  | .433    | .320   | .938 | 1.9    | 5.3 | 0.3    | 0.1  | 9.8  |
| 2013–14 | تورونتو رابتورز      | 61  | 5   | 21.5  | .417    | .389   | .855 | 2.3    | 3.7 | 0.4    | 0.1  | 9.5  |
| 2014–15 | تورونتو رابتورز      | 82  | 29  | 24.3  | .408    | .379   | .758 | 2.6    | 3.7 | 0.6    | 0.1  | 9.5  |
| 2015–16 | ميلووكي باكز         | 23  | 0   | 20.0  | .326    | .247   | .846 | 2.0    | 4.0 | 0.4    | 0.0  | 5.7  |
| المسيرة |                      | 398 | 157 | 23.8  | .418    | .349   | .817 | 2.6    | 4.8 | 0.6    | 0.1  | 9.0  |

### التصفيات
| السنة   | الفريق          | لعب | بدأ | دقيقة | ميداني% | ثلاثية | حرة   | ارتداد | صنع | استلاب | تصدي | نقطة |
| ------- | --------------- | --- | --- | ----- | ------- | ------ | ----- | ------ | --- | ------ | ---- | ---- |
| 2011    | ميمفيس غريزليس  | 13  | 0   | 10.9  | .512    | .364   | .769  | 1.5    | 1.9 | 0.4    | 0.2  | 4.3  |
| 2014    | تورونتو رابتورز | 7   | 0   | 27.1  | .422    | .370   | .778  | 3.7    | 5.1 | 0.6    | 0.1  | 10.1 |
| 2015    | تورونتو رابتورز | 4   | 0   | 25.3  | .379    | .357   | 1.000 | 1.8    | 3.0 | 0.5    | 0.0  | 7.5  |
| المسيرة |                 | 24  | 0   | 18.0  | .440    | .365   | .800  | 2.2    | 3.0 | 0.5    | 0.1  | 6.5  |

## روابط خارجية
- جريفيس فاسكيز على موقع الاتحاد الدولي لكرة السلة (الإنجليزية)
- جريفيس فاسكيز على موقع إن بي أي (الإنجليزية)
- جريفيس فاسكيز على موقع سبورتس رفرنس (الإنجليزية)
- جريفيس فاسكيز على موقع كرة السلة الأوروبية.كوم (الإنجليزية)
- جريفيس فاسكيز على موقع كلية كرة السلة في سبورتس رفرنس.كوم (الإنجليزية)
- جريفيس فاسكيز على موقع ريلجم (الإنجليزية)
- جريفيس فاسكيز على موقع بروبوليرز (الإنجليزية)